# SC1000

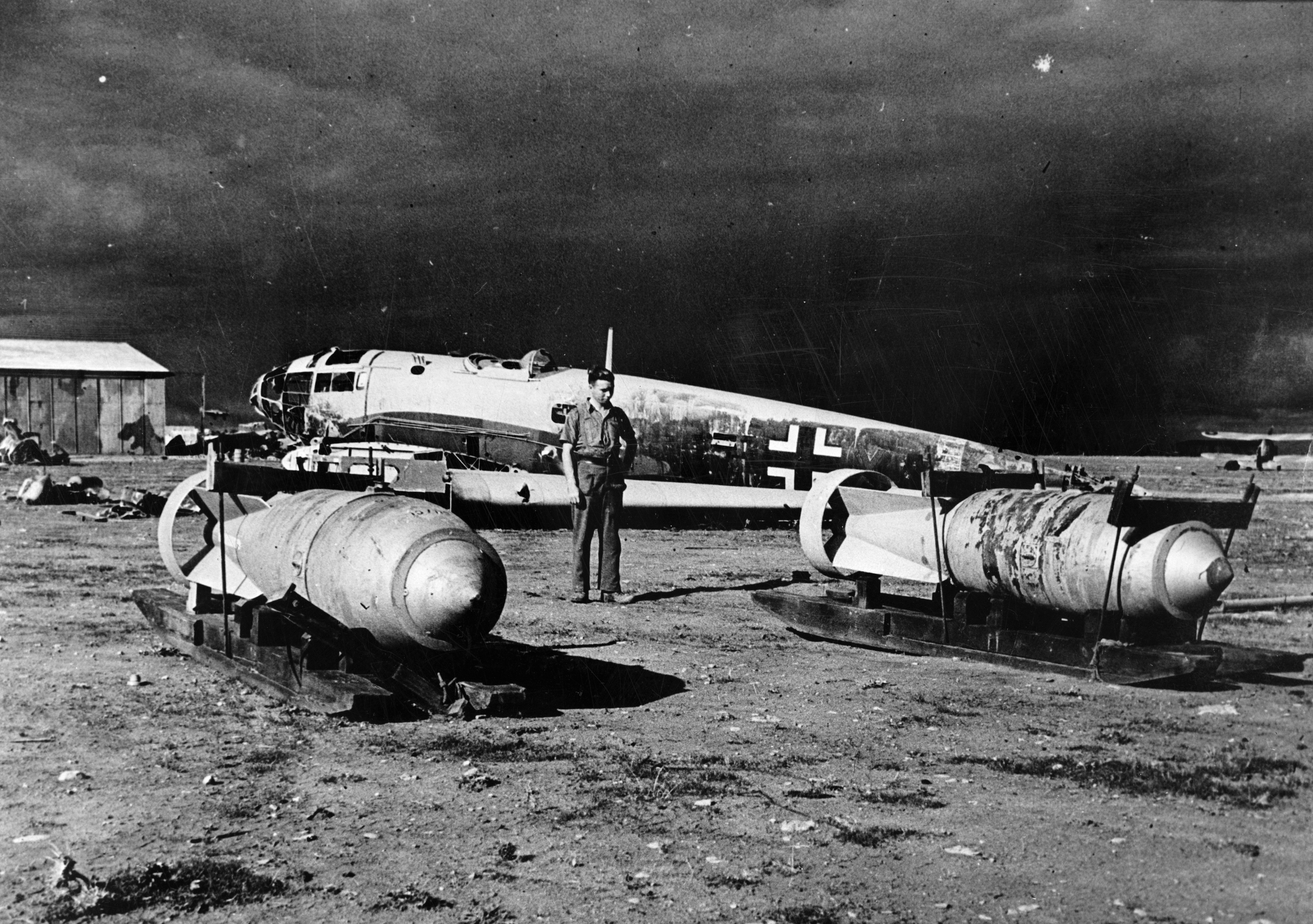
1943年初めにリビアのベンガジ飛行場で遺棄されたドイツ空軍のハインケル He111H爆撃機のそばで台車に載せられた2発のSC1000爆弾

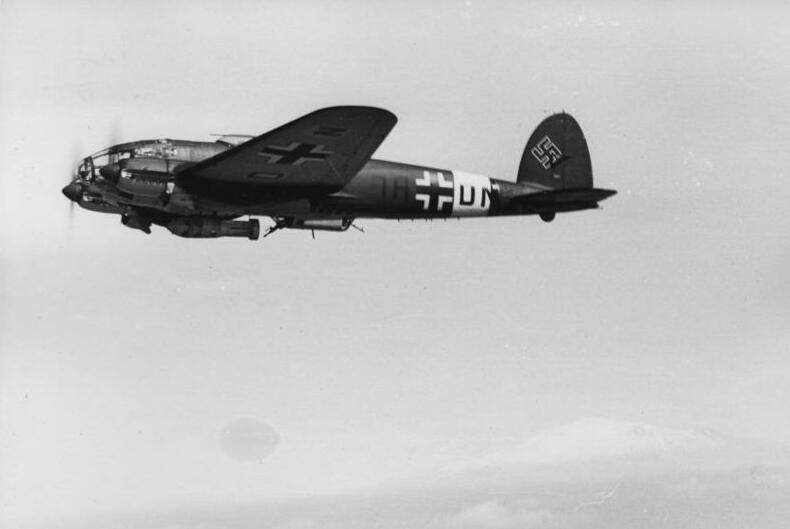
1941年3月、胴体下面にSC1000爆弾を吊り下げ飛行する第26爆撃航空団所属のハインケル He111爆撃機（code marking 1H DN）

SC1000（ドイツ語: Sprengbombe Cylindrisch 1000）は、第二次世界大戦中にドイツ空軍で使用された大型の空中投下式汎用高性能破壊爆弾である。重量1,000 kg (2,200 lb)以上あるこの爆弾は、ドイツ側では肥満のドイツ空軍最高司令官であったヘルマン・ゲーリングになぞらえて「ヘルマン」（Hermann）という綽名を付けられていた。

## 設計
この爆弾は引抜き鋼製の本体に重い尖った先端コーンが溶接され、後端部は基板となっていた。この基板の直前部分はマグネシウム製の後部が溶接で本体に取り付けられており、ボルト留めされる尾部アタッチメントの支持部となっていた。爆弾先端の周りは、地面破壊効果を高めるために三角断面の「コプフリンク」（Kopfring）という金属製冠となっていた。航空機にはH型縣架装置を介して水平状態で搭載された。
この爆弾には横向きの信管収納口が一つ設けられていた。本体には通常は40%のアマトールと60%のTNTの混合物が充填されていたが、対艦船爆弾として使用する場合は15%のRDX、70%のTNT、15%のアルミニウム粉末の混合物であるTrialen 105が充填された。真ん中の高品質TNTが封入された点火管は、起爆を確実に行うように爆薬の中心部深くまで挿入されていた。
この爆弾は本体がスカイブルーに尾部コーン部が黄色のストライプという塗装であったが、Trialenが充填されている場合は黄色で沈みゆく船舶のシルエットと「Nur gegen Handelsschiffe」（対商船用に限る）という注意書きがステンシルで爆弾の外殻に描かれていた。

### 派生型
この爆弾にはC型、L型、L2型という3種類があり、寸歩と重量に若干の差異があるだけでその全てがほぼ同一の設計であった。

## 信管
この爆弾には下記の様々な信管が取り付けられた。
- 25B 電気式即発信管：短時間遅延（1秒以下）か17秒遅延かを設定可能な即発信管[2]。
- Z17 機械式時限信管：3分から135分までの遅延を設定可能な時限信管[3]。
- 28B、38、38A 電気式触発信管：対船舶用に設計された信管[4]。

## 不発弾

### 2008年 ロンドンの不発弾
2008年6月の初めにSC1000爆弾がロンドンのスリー・マイルズ・アイランド近くのリー川の浚渫中に掘り出された。この不発弾は王立工兵隊から派遣された爆発物処理士官達により信管を外され、蒸気を利用して液化した爆発物質を汲み出した後で5日後に爆弾本体は爆破処理された。

### 2013年 シュチェチンの不発弾
2013年6月に1発のSC1000爆弾がポーランドのシュチェチン中心部を流れるオーデル川から発見された。軍の工兵部隊が不発弾を川から引き揚げる間に辺り一帯は避難措置がとられ、その後爆弾は爆破処理のためにドラフスコ・ポモルスキエ近郊の陸軍訓練基地に護送運搬された。

### 2013年 ベオグラードの不発弾
2013年12月の初めに1発のSC1000爆弾がベオグラードの市内で発見された。内務省所属の不発弾処理部門の技術者により不発弾が掘り出される間に辺り一帯は避難措置がとられ、その後爆弾は爆破処理のためにニキッチ近郊の陸軍訓練基地に護送運搬された。